# La Vainilla, Mapastepec
La Vainilla är en ort i Mexiko.   Den ligger i kommunen Mapastepec och delstaten Chiapas, i den sydöstra delen av landet, 800 km sydost om huvudstaden Mexico City. La Vainilla ligger 17 meter över havet och antalet invånare är 229.
Terrängen runt La Vainilla är mycket platt. Runt La Vainilla är det ganska glesbefolkat, med 27 invånare per kvadratkilometer. Närmaste större samhälle är Mapastepec, 9,2 km norr om La Vainilla. Omgivningarna runt La Vainilla är en mosaik av jordbruksmark och naturlig växtlighet.